# Sidi Yahya Zaer
Sidi Yahya Zaer (arabiska: سيدي يحيى زعير) är en landskommun i Marocko. Den ligger i prefekturen Skhirate-Témara och regionen Rabat-Salé-Kénitra, strax söder om huvudstaden Rabat. Antalet invånare var 57 790 vid folkräkningen 2014.